# Saint-Magne-de-Castillon
Saint-Magne-de-Castillon (okzitanisch: Sent Manhe de Castilhon) ist eine südwestfranzösische Gemeinde mit 2.149 Einwohnern (Stand: 1. Januar 2022) im Département Gironde in der Region Nouvelle-Aquitaine. Sie gehört zum Arrondissement Libourne und zum Kanton Les Coteaux de Dordogne.

## Lage
Saint-Magne-de-Castillon liegt etwa 30 Kilometer östlich von Bordeaux. Der Fluss Dordogne begrenzt die Gemeinde im Süden. Umgeben wird Saint-Magne-de-Castillon von den Nachbargemeinden Sainte-Colombe im Norden, Belvès-de-Castillon im Nordosten, Castillon-la-Bataille im Osten, Mouliets-et-Villemartin im Südosten, Saint-Pey-de-Castets und Civrac-sur-Dordogne im Süden, Sainte-Terre im Südwesten, Saint-Pey-d’Armens im Westen sowie Saint-Étienne-de-Lisse im Nordwesten.
Durch die Gemeinde führt die frühere Route nationale 136 (heutige D936).

## Bevölkerungsentwicklung
| Jahr                       | 1962 | 1968 | 1975 | 1982 | 1990 | 1999 | 2011 | 2020 |
| Einwohner                  | 1194 | 1275 | 1455 | 1531 | 1640 | 1757 | 1903 | 2030 |
| Quellen: Cassini und INSEE |      |      |      |      |      |      |      |      |

## Sehenswürdigkeiten
- Kirche Saint-Magne (Monument historique)

## Persönlichkeiten
- Jérôme Pétion de Villeneuve (1756–1794), Rechtsanwalt und Revolutionär